# Il grande sogno (film)
Il grande sogno è un film del 2009 diretto da Michele Placido.
Il film rievoca le storie di studenti borghesi in lotta con la società capitalista e il sistema di studi e di giovani lavoratori di estrazione proletaria con sullo sfondo i tragici eventi del Vietnam.
Il film è stato presentato in concorso alla 66ª Mostra internazionale d'arte cinematografica di Venezia e successivamente distribuito nelle sale cinematografiche in data 11 settembre 2009.

## Trama
Roma, fine anni sessanta. Nel periodo che vide la nascita del Sessantotto, si intrecciano le vicende di Nicola (Riccardo Scamarcio), un giovane poliziotto pugliese appassionato di recitazione, di Laura (Jasmine Trinca), una studentessa romana di buona famiglia e di estrazione cattolica che prende parte alla contestazione ed alle marce per la pace, e di Libero (Luca Argentero), un carismatico studente torinese, figlio di un'operaia della FIAT.

## Produzione
Il personaggio di Nicola è ispirato alla gioventù di Michele Placido, che si trasferì a Roma dalla Puglia (Ascoli Satriano) per diventare attore e che, per guadagnarsi da vivere, entrò nel corpo della Polizia prima di frequentare l'Accademia di arte drammatica. Placido partecipò da poliziotto agli scontri di Valle Giulia.
Le riprese sono iniziate il 9 giugno 2008 a Roma e nel Salento.
Il film nelle sale ha incassato 3175000 €.

## Curiosità
- Per il ruolo di Laura, interpretata da Jasmine Trinca, si sono ispirati alla reale esperienza della sorella del co-sceneggiatore Angelo Pasquini.[1]
- Il testo di Ora lo so, nella colonna sonora del film, è stato scritto dallo stesso Placido su musica di Nicola Piovani ed è interpretato da Giorgia.

## Riconoscimenti
- 2010 - Bari International Film Festival
  - Miglior attore protagonista a Riccardo Scamarcio
  - Migliori costumi a Claudio Cordaro